# Видахим
АО «Видахим», также известное как «ВИДАХИМ», — предприятие химической промышленности в Видине (Болгария) по производству полиамидного волокна и шин для автотранспорта. Это крупнейшее по кадрам и объёму продаж производственное предприятие города, а также единственный производитель автомобильных шин в Болгарии.

## История
Хозяйственную деятельность комбинат «Видахим» начала в конце 1960-х годов. Производство запущено в 1969 году. Официальное открытие завода состоялось в 1970 году.
Постепенно комбинат разрастался, наращивая мощность и развивая прикладные исследования и разработки. Численность рабочих, служащих и специалистов превышала 8000 человек (сегодня их менее 600), что сделало его ведущим предприятием в Видинском районе. На базе комбината в 1980-е годы было создано государственное экономическое объединение (болг.) «Видахим», состоявшее из следующих основных подразделений:
- Завод полиамидного волокна «Видлон»
- Завод пневматических шин «Вида»
- Ремонтно-механический завод
- ТЭЦ «Видин»
- Исследовательский институт

По проекту в «Видахиме» развито производство полиамидных волокон (также используемых для текстиля и канатов) и на их основе производятся пневматические шины для автомобилей (легких и тяжелых), автобусов, тракторов и т. д. Мощности, новое оборудование и технологии «Видахима» во много раз превосходили производство шин на старом заводе автомобильных шин в Софии, которому осталось производство неприхотливых покрышек для электро- и вилочных погрузчиков. «Видахим» был широко известен в Болгарии благодаря своим шинам для легковых автомобилей, особенно из серии «Вида Спорт». Несмотря на неудовлетворенный внутренний спрос, предприятие успешно экспортировало шины и другую продукцию на внешние рынки через экспортера-монополиста отрасли «Химимпорт».
В конце 1980-х годов стало осваиваться производство бескамерных шин по технологии итальянского производителя Pirelli, адаптированной к разработкам Ленинградского НИИ. Для этой модернизации «Видахим» взял кредит в миллион долларов, что в при обвале внутреннего и внешнего рынков при переходе к рыночной экономике привело к быстрому краху компании. Из-за стремления к прямой торговле с зарубежными странами и отсутствия собственного опыта и кадров продажи на экспорт быстро падают; предпринимательское объединение было расформировано, НИИ закрыт. В 1996 году компания была внесена в список госкомпаний, которым запрещено привлекать новые кредиты, что обрекло её на банкротство.
Несмотря на фактическое банкротство, в середине 1990-х годов компания была включена в массовую приватизацию. Приватизация не привела к восстановлению предприятия, а лишь помогла государству избавиться от финансового бремени. Производство было остановлено, а продукция, материалы, сырьё, машины и оборудование достались мародёрам.
Компания была преобразована в АО «Видахим» (1998 г.) и позднее зарегистрирована как публичное общество. В ноябре 2004 года после приватизации производство пневматических шин было восстановлено. По состоянию на конец 2012 года контрольный пакет акций (70% акций) принадлежит АО «Пристисгрупп – водное строительство», другими крупными акционерами являются ООО «Мисс» (16,9%) и ООО «Индустриалстрой» (8%).

## Продукция
Раньше для основной продукции использовались коммерческие марки - полиамидные волокна «Видлон» и пневматические шины «Вида». Сегодня полиамидные волокна не производятся. Основные доходы от продаж АО «Видахим» получает от продажи:
- электричества от ТЭЦ «Видахим».
- шин для электрических грузовиков и вилочных погрузчиков, сельскохозяйственной техники, легких грузовиков и прицепов, строительных и землеройных машин.

## Спорт
«Видахим», как крупнейшее предприятие города и района, развивало рабочий спорт в своём спортивном клубе «Химик» и смогло создать настоящую конкуренцию городскому спортивному клубу «Бдин» (болг.). Баскетбольная команда «Химик», например, оказалась лучше и долгое время представляла страну на национальном уровне.
Для проверки качества выпускаемых автомобильных шин завод ещё в начале 1970 года приступил к организации «Ралли Вида» (болг.). Оно приобрело широкую известность в стране, в конце концов было включено в чемпионат Европы по ралли в 1980-е годы.